# 世界上最棒的蛇
《世界上最棒的蛇》（Crictor）是湯米·溫格爾創作的兒童繪本，於1958年出版。
全書除少量的紅色外，主要色調為黑、白和淡綠色。

## 故事簡介
某天早上，住在法國一個小鎮上的路易斯·波特女士收到在巴西研究爬行動物的兒子送她的生日禮物，打開來看卻是一條蛇。起初波特女士被嚇得尖聲驚叫，但她在發現這是一條無毒蛇後便有所改觀，把牠命名為「克里克多」（Crictor）。波特女士平日裡幫克里克多餵奶，幫牠織毛衣，讓牠睡床上，甚至把克里克多帶到她任教的學校裡，讓牠與孩子們玩耍。
一天晚上，有個小偷潛入家中，把波特女士給綁在椅子上，克里克多聞聲趕來，向小偷撲過去把他一圈一圈繞起來，直到警察趕到把小偷抓住。由於克里克多的英勇事蹟而獲頒一枚勳章，被全鎮居民所歡迎，雕塑家為牠造了一座紀念銅像，鎮上的公園也以克里克多命名。

## 榮譽
《世界上最棒的蛇》獲得了《紐約先驅論壇報》春季童書節大獎。並先後入選美國《號角書》雜誌年度好書、日本兒童文學者協會編《世界圖畫書100選》等書單。